# Großsteingrab Wollschow 2
Das Großsteingrab Wollschow 2 in Wollschow bei Brüssow im Landkreis Uckermark in Brandenburg liegt in einem Waldstück östlich von Wollschow und trägt keine Sprockhoff-Nr. Die Megalithanlage der Trichterbecherkultur (TBK) entstand zwischen 3500 und 2800 v. Chr.
Erhalten sind die vier Tragsteine eines allseits geschlossenen eingetieften Urdolmens vom Typ Blockkiste, dessen Hügel und Einfassung nicht erhalten sind.
In der stark zerstörten Nekropole von Wollschow lagen 15 Urdolmen und 28 Steinkisten, die nicht immer eindeutig zu bestimmen waren.